# Mustafa Suphi
Mustafa Suphi, född 1883, död 1921 (mördad), var en turkisk kommunistisk politiker. Mustafa Suphi var en av grundarna av det turkiska kommunistpartiet. Han mördades tillsammans med flera andra turkiska kommunister av turkiska nationalister under en båtresa på Svarta havet på väg från Turkiet till Sovjetryssland.